# Коклан (посёлок)
Коклан — упразднённый посёлок в Кунашакском районе Челябинской области России. На момент упразднения входил в состав Усть-Багарякского сельсовета. Упразднён в 2004 году.

## География
Располагался у северо-западного берега озера Большой Коклан на границе с Курганской областью, на расстоянии примерно 6,5 километра (по прямой) к востоку от деревни Иксанова.

## История
Решением Челябинского облисполкома от 25 мая 1963 года зарегистрирован вновь возникший населённый пункт при овце-товарной ферме 4-го отделения совхоза «Синарский» — посёлок Коклан.
Исключён из учётных данных постановлением губернатора области от 27 апреля 2004 года № 195.

## Население
| 1970 | 1977 | 1983 | 1995 | 2002 |
| ---- | ---- | ---- | ---- | ---- |
| 4    | ↘0   | ↗2   | →2   | ↘0   |